# Rruga shtetërore SH64
Die Rruga shtetërore SH64 (albanisch für Staatsstraße SH64) ist eine Nationalstraße in Albanien, die die SH3 in Pogradec mit der albanisch-nordmazedonischen Grenze bei Tushemisht entlang des Südufers des Ohridsees verbindet. Ihre Gesamtlänge beträgt 6,8 Kilometer. Der Grenzort in Nordmazedonien heißt Sveti Naum.

## Streckenverlauf

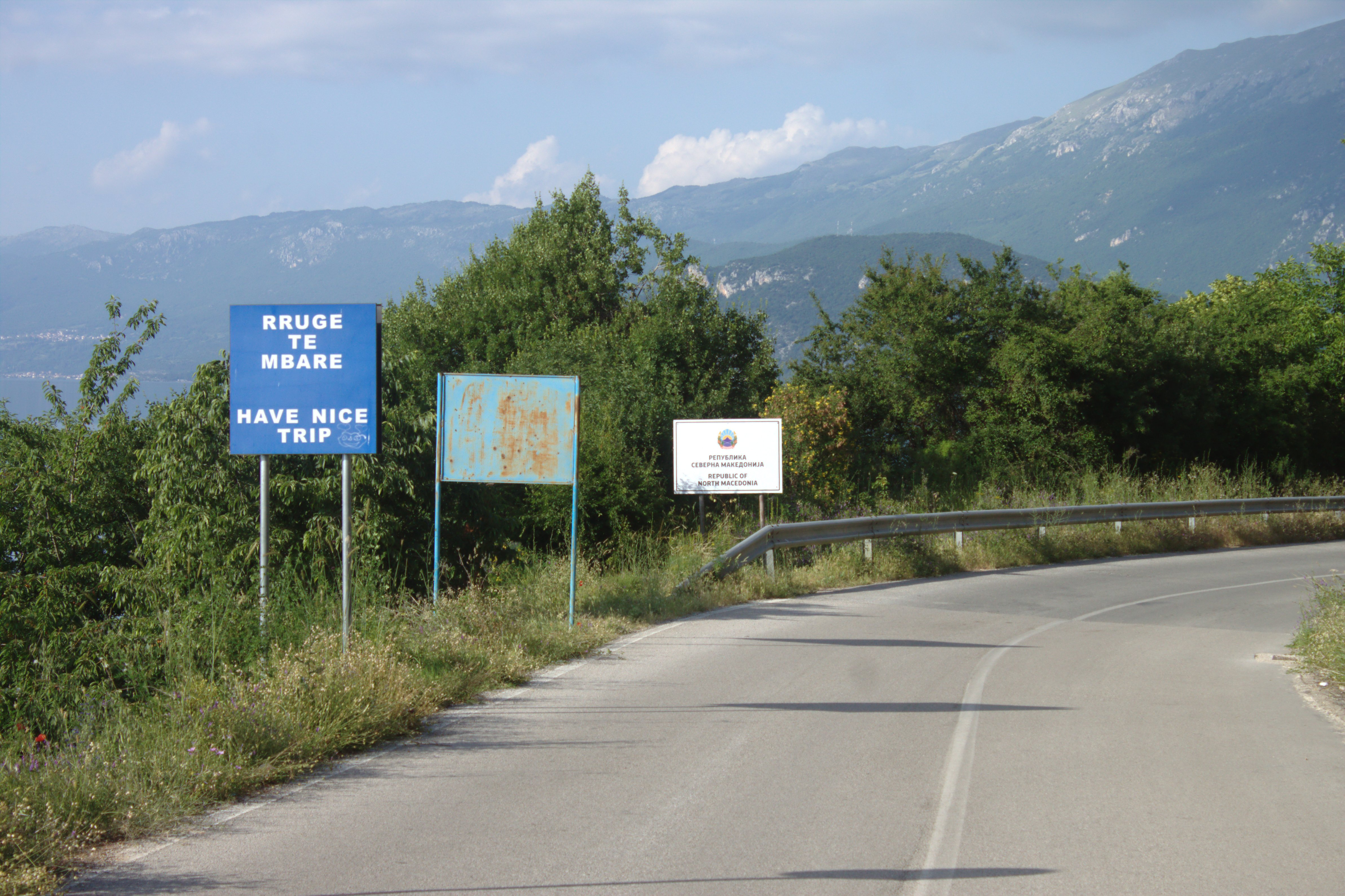
Ende der SH 64 an der nordmazedonischen Grenze

Die SH64 beginnt in der Innenstadt von Pogradec bei der Straße Reshit Çollaku, wo sie von der SH3 abzweigt, und führt anschließend parallel zur Seepromenade als Rruga Sul Starovari nach Osten. Sie passiert am Stadtrand das Dorf Buçimas und führt dann zum Seeufer, dem sie folgt. 
Nach dem Park Drilon und dem Ort Tushemisht endet die SH64 beim Grenzübergang Tushemisht-Sveti Naum. In Nordmazedonien führt die Straße dann weiter nach Ohrid.